# Cavo d'arresto

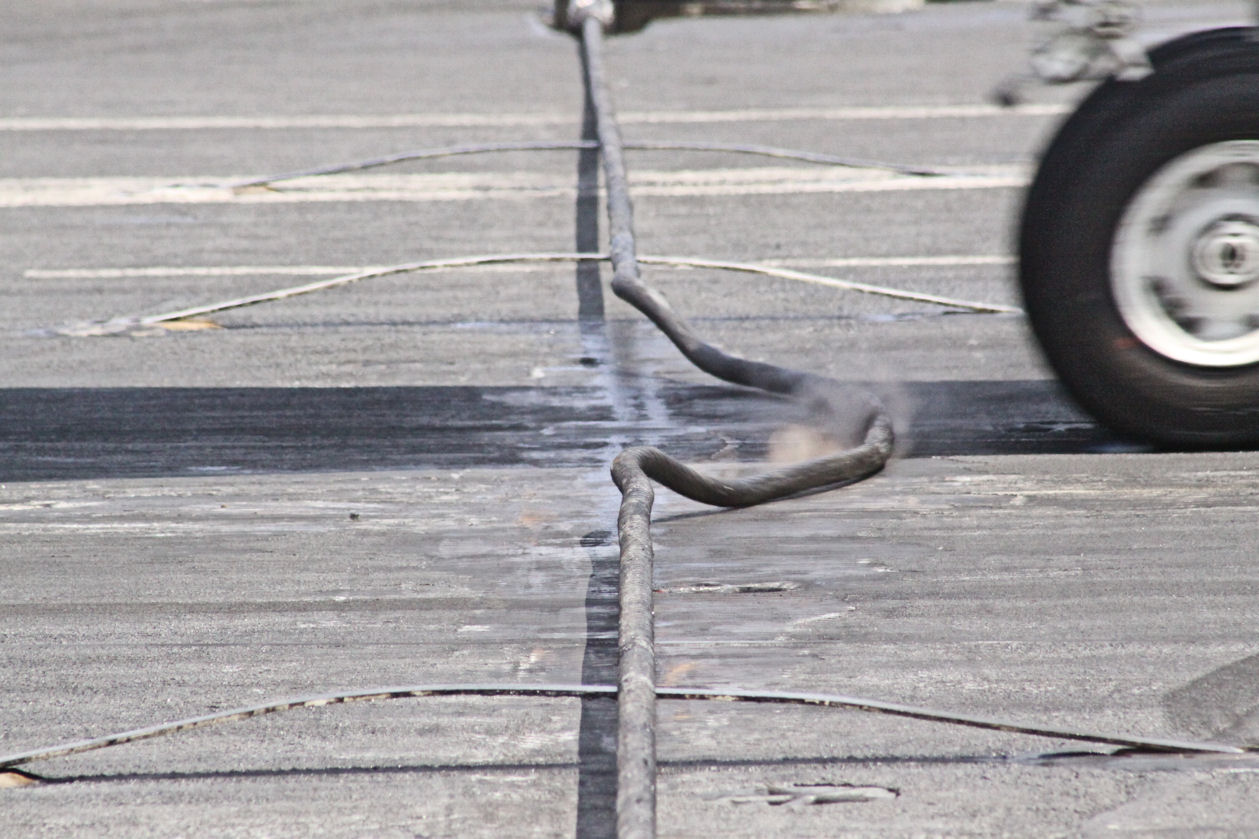
Un cavo d'arresto alcuni millisecondi dopo l'aggancio della staffa.

Il cavo d'arresto è un sistema meccanico di ausilio per la decelerazione dei velivoli in atterraggio. Il cavo d'arresto sulle portaerei è un componente essenziale dell'aviazione navale ed è usato soprattutto sulle portaerei CATOBAR e STOBAR. Sistemi simili sono utilizzati anche a terra per atterraggi d'emergenza. Di solito un cavo d'arresto consiste appunto in un cavo steso sul ponte di volo, che dev'essere agganciato dal gancio di coda del velivolo. In un arresto normale, l'aereo aggancia il cavo e la sua energia cinetica viene trasferita alle estremità del cavo, costruite in modo opportuno per favorirne la dissipazione. Ci sono anche altri sistemi, che utilizzano reti per prendere le ali o i carrelli dell'aereo. Questi sistemi, detti a barricata o barriera sono utilizzati solo per atterraggi d'emergenza di aerei senza gancio di coda.

## Storia

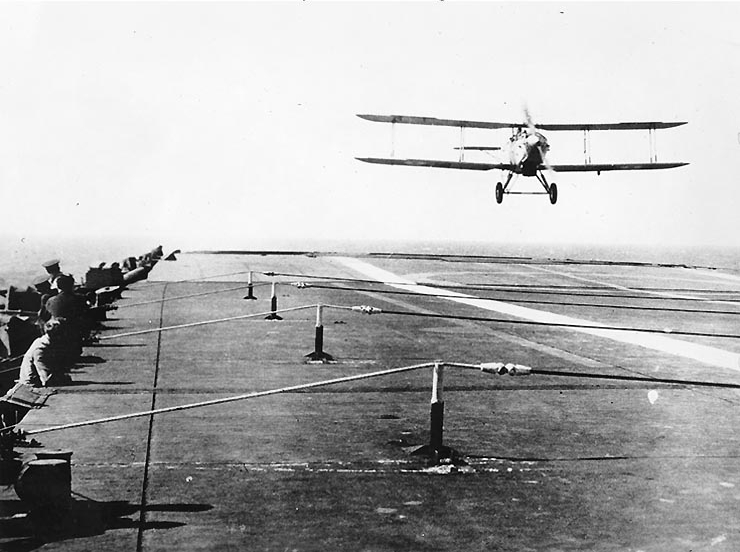
Un Fairey IIIF in atterraggio sul ponte della portaerei britannica all'inizio degli anni trenta. I cavi d'arresto si possono vedere sul ponte di volo.

Il primo sistema di cavi d'arresto fu inventato da Hugh Robinson e fu utilizzato da Eugene Ely nel suo primo appontaggio sull'incrociatore corazzato USS Pennsylvania il 18 gennaio 1911. Questo sistema prevedeva cavi che scorrevano su pulegge e collegati a dei pesi morti, come dei sacchi di sabbia.  Cavi d'arresto più moderni furono sperimentati a bordo della HMS Courageous nel giugno 1931.  Henry Fancourt fu il primo pilota ad appontare con il nuovo sistema.
Prima dell'introduzione del ponte angolato, assieme ai cavi sul ponte venivano utilizzati anche la barriera e la barricata per evitare che gli aerei si schiantassero contro i velivoli parcheggiati sul ponte.  Se il gancio di coda avesse mancato un cavo, il carrello anteriore sarebbe stato fermato da una rete alta all'incirca un metro, nota come la barriera. Se l'aereo invece avesse preso il cavo, la barriera sarebbe stata velocemente abbassata per permettere al velivolo di oltrepassarla. L'ultimo sistema di sicurezza era la barricata, una rete alta 15 piedi (4,6 m) per evitare che l'aereo si schiantasse contro gli altri velivoli sul ponte.
Le moderne portaerei della U.S. Navy utilizzano i cavi Mark 7 Mod 3 che hanno la capacità di arrestare un aereo da 22 000 kg alla velocità di 130 nodi (240 km/h) in uno spazio di 104 m. Il sistema potrebbe teoricamente assorbire l'energia di 64,4 MJ alla massima estensione del cavo.
Le barriere prima citate non sono più in uso, anche se i cavi d'arresto montati a terra sono a volte chiamati barriere.  Le barricate sono ancora in uso sulle portaerei, ma vengono montate solo in caso d'emergenza.

## Funzionamento
Una tipica sequenza di arresto si ha quando il gancio di coda dell'aereo in arrivo aggancia il cavo posizionato sul ponte.  Al momento dell'aggancio, l'energia del moto dell'aereo viene trasferita al cavo di aggancio, che attraverso le pulegge laterali la rinvia al motore d'arresto, posizionato in un apposito spazio sotto il ponte di atterraggio o a entrambi i lati della pista.

Quando la staffa di aggancio e il cavo vengono messi in trazione dall'aereo, il motore di arresto si mette in funzione assicurando un atterraggio morbido al velivolo. Quando l'atterraggio è completato, l'aereo stacca il gancio di coda dalla staffa e il cavo torna alla posizione normale.

## Uso sulle portaerei

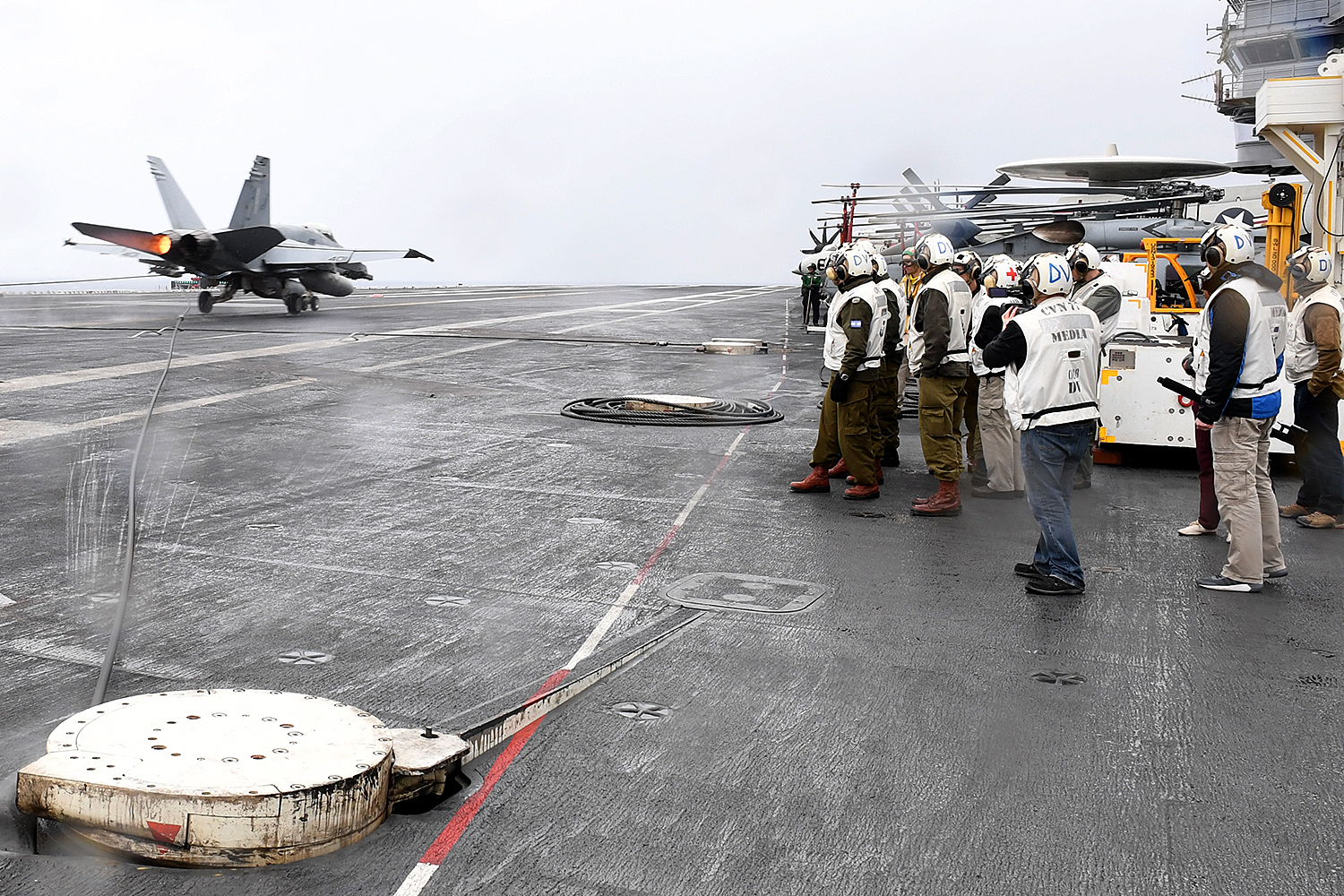
Un F/A-18 prende il 1° cavo.

Le moderne superportaerei hanno 3 o 4 cavi d'arresto. Tutte le portaerei di Classe Nimitz della statunitense U.S. Navy ne hanno quattro, eccetto la USS Ronald Reagan e la USS George H. W. Bush che ne hanno solo tre. Le portaerei di Classe Gerald R. Ford ne avranno tre. Anche la francese Charles de Gaulle ne ha tre.
Un velivolo in atterraggio su una portaerei tiene il motore a circa l'85% della massima potenza. Se il cavo ferma l'aereo, il pilota spegne il motore e rilascia il cavo, altrimenti effettua una riattaccata, avendo sufficiente potenza per continuare la corsa sul ponte può riprendere quota, fare un nuovo giro e ripetere l'appontaggio, questa manovra viene definita Bolter.

## Uso nelle basi militari
I sistemi di arresto velivoli in emergenza con cavo vengono utilizzati obbligatoriamente su tutte le basi militari ove è previsto il servizio di velivoli caccia (provvisti di gancio) e su tutti gli aeroporti considerati "alternati". I gruppi frenanti sono del medesimo tipo di impiego navale ma con settaggi differenti, dovendo considerare che verranno impiegati soltanto per arrestare velivoli in emergenza. I cavi sono posizionati verso il fine pista e sorretti da distanziali in gomma. I cavi non vengono interessati dal traffico degli aeroplani e nel caso questo non sia possibile, il cavo può essere comandato tramite pozzetti a scomparsa e fatto scomparire sotto la pista per consentire il passaggio di aeroplani senza creare alcun problema (Sistema BAK-14).